# Rattenberg (Tyrol)
Rattenberg – miasto w Austrii, w kraju związkowym Tyrol, w powiecie Kufstein. Według danych Austriackiego Urzędu Statystycznego liczyło 410 mieszkańców (1 stycznia 2015).  Jest najmniejszym miastem zarówno pod względem powierzchni jak i liczby mieszkańców w Austrii.